# Copa Heineken 2008–09
A Copa Heineken 2008-09 foi a XIV edição da Copa Europeia de Rugby. A final foi disputada no dia 23 de maio de 2009, em Murrayfield Stadium, Edimburgo, Escocia.
Na final, a equipe irlandesa do Leinster Rugby derrotou a equipe inglesa do Leicester Tigers, ganhando o seu primeiro título.

## Equipes
| Grupo 1                                              | Grupo 2                                                               | Grupo 3                                                     | Grupo 4                                                              | Grupo 5                                                                 | Grupo 6                                                                   |
| ---------------------------------------------------- | --------------------------------------------------------------------- | ----------------------------------------------------------- | -------------------------------------------------------------------- | ----------------------------------------------------------------------- | ------------------------------------------------------------------------- |
| - Sale Sharks - Clermond - Montauban - Munster Rugby | - London Wasps - Castres Olympique - Leinster Rugby - Edinburgh Rugby | - Leicester Tigers - Perpignan - Benetton Treviso - Ospreys | - Harlequin F.C. - Stade Français - Ulster Rugby - Llanelli Scarlets | - Bath Rugby - Stade Toulousain - Glasgow Rugby - Newport Gwent Dragons | - Gloucester Rugby - Biarritz Olympique - Rugby Calvisano - Cardiff Blues |

## Fase de grupos

### Grupo 1
| 10 de Outubro de 2008 | Munster Rugby | 19 - 17 | Montauban | Thomond Park |  |
|                       |               |         |           |              |  |

| 11 de Outubro de 2008 | Clermond | 15 - 32 | Sale Sharks | Stade Marcel Michelin |  |
|                       |          |         |             |                       |  |

| 19 de Outubro de 2008 | Sale Sharks | 16 - 24 | Munster Rugby | Edgeley Park |  |
|                       |             |         |               |              |  |

| 19 de Outubro de 2008 | Montauban | 19 - 24 | Clermond | Stade de Sapiac |  |
|                       |           |         |          |                 |  |

| 5 de Dezembro de 2008 | Sale Sharks | 36 - 6 | Montauban | Edgeley Park |  |
|                       |             |        |           |              |  |

| 7 de Dezembro de 2008 | Clermond | 25 - 19 | Munster Rugby | Stade Marcel Michelin |  |
|                       |          |         |               |                       |  |

| 13 de Dezembro de 2008 | Munster Rugby | 23 - 13 | Clermond | Thomond Park |  |
|                        |               |         |          |              |  |

| 13 de Dezembro de 2008 | Montauban | 16 - 12 | Sale Sharks | Stade de Sapiac |  |
|                        |           |         |             |                 |  |

| 16 de Janeiro de 2009 | Munster Rugby | 37 - 14 | Sale Sharks | Thomond Park |  |
|                       |               |         |             |              |  |

| 16 de Janeiro de 2009 | Clermond | 43 - 10 | Montauban | Stade Marcel Michelin |  |
|                       |          |         |           |                       |  |

| 24 de Janeiro de 2009 | Sale Sharks | 26 - 17 | Clermond | Edgeley Park |  |
|                       |             |         |          |              |  |

| 25 de Janeiro de 2009 | Montauban | 13 - 39 | Munster Rugby | Stade de Sapiac |  |
|                       |           |         |               |                 |  |

Classificação
| Time          | J | V | E | D | T+ | T- | T+/- | P+  | P-  | P+/- | 4+ | 7- | Pts |
| ------------- | - | - | - | - | -- | -- | ---- | --- | --- | ---- | -- | -- | --- |
| Munster Rugby | 6 | 5 | 0 | 1 | 18 | 6  | 12   | 161 | 98  | 63   | 2  | 1  | 23  |
| Sale Sharks   | 6 | 3 | 0 | 3 | 14 | 11 | 3    | 136 | 115 | 21   | 2  | 1  | 15  |
| Clermond      | 6 | 3 | 0 | 3 | 14 | 13 | 1    | 137 | 129 | 8    | 1  | 0  | 13  |
| Montauban     | 6 | 1 | 0 | 5 | 5  | 21 | −16  | 81  | 173 | −92  | 0  | 2  | 6   |

### Grupo 2
| 11 de Outubro de 2008 | Edinburgh Rugby | 16 - 27 | Leinster Rugby | Murrayfield |  |
|                       |                 |         |                |             |  |

| 12 de Outubro de 2008 | London Wasps | 25-11 | Castres Olympique | Adams Park |  |
|                       |              |       |                   |            |  |

| 18 de Outubro de 2008 | Leinster Rugby | 41 - 11 | London Wasps | RDS Arena |  |
|                       |                |         |              |           |  |

| 18 de Outubro de 2008 | Castres Olympique | 6 - 13 | Edinburgh Rugby | Stade Pierre Antoine |  |
|                       |                   |        |                 |                      |  |

| 5 de Dezembro de 2008 | Edinburgh Rugby | 16 - 25 | London Wasps | Murrayfield |  |
|                       |                 |         |              |             |  |

| 6 de Dezembro de 2008 | Leinster Rugby | 33 - 3 | Castres Olympique | RDS Arena |  |
|                       |                |        |                   |           |  |

| 12 de Dezembro de 2008 | Castres Olympique | 18 - 15 | Leinster Rugby | Stade Pierre Antoine |  |
|                        |                   |         |                |                      |  |

| 14 de Dezembro de 2008 | London Wasps | 19-11 | Edinburgh Rugby | Adams Park |  |
|                        |              |       |                 |            |  |

| 16 de Janeiro de 2009 | Edinburgh Rugby | 32 - 14 | Castres Olympique | Murrayfield |  |
|                       |                 |         |                   |             |  |

| 17 de Janeiro de 2009 | London Wasps | 19-12 | Leinster Rugby | Twickenham |  |
|                       |              |       |                |            |  |

| 25 de Janeiro de 2009 | Leinster Rugby | 12-3 | Edinburgh Rugby | RDS Arena |  |
|                       |                |      |                 |           |  |

| 25 de Janeiro de 2009 | Castres Olympique | 21 - 15 | London Wasps | Stade Pierre Antoine |  |
|                       |                   |         |              |                      |  |

Classificação
| Time              | J | V | E | D | T+ | T- | T+/- | P+  | P-  | P+/- | 4+ | 7- | Pts |
| ----------------- | - | - | - | - | -- | -- | ---- | --- | --- | ---- | -- | -- | --- |
| Leinster Rugby    | 6 | 4 | 0 | 2 | 15 | 3  | 12   | 140 | 70  | 70   | 2  | 2  | 20  |
| London Wasps      | 6 | 4 | 0 | 2 | 9  | 12 | −3   | 114 | 112 | 2    | 0  | 1  | 17  |
| Edinburgh Rugby   | 6 | 2 | 0 | 4 | 8  | 8  | 0    | 91  | 103 | −12  | 1  | 0  | 9   |
| Castres Olympique | 6 | 2 | 0 | 4 | 6  | 15 | −9   | 73  | 133 | −60  | 0  | 1  | 9   |

### Grupo 3
| 10 de Outubro de 2008 | Perpignan | 27 - 16 | Benetton Treviso | Stade Aimé Giral |  |
|                       |           |         |                  |                  |  |

| 12 de Outubro de 2008 | Leicester Tigers | 12-6 | Ospreys | Welford Road |  |
|                       |                  |      |         |              |  |

| 18 de Outubro de 2008 | Benetton Treviso | 16 - 60 | Leicester Tigers | Stadio Comunale di Monigo |  |
|                       |                  |         |                  |                           |  |

| 18 de Outubro de 2008 | Ospreys | 15-9 | Perpignan | Liberty Stadium |  |
|                       |         |      |           |                 |  |

| 6 de Dezembro de 2008 | Ospreys | 68 - 8 | Benetton Treviso | Liberty Stadium |  |
|                       |         |        |                  |                 |  |

| 6 de Dezembro de 2008 | Leicester Tigers | 38 - 27 | Perpignan | Welford Road |  |
|                       |                  |         |           |              |  |

| 13 de Dezembro de 2008 | Benetton Treviso | 16 - 36 | Ospreys | Stadio Comunale di Monigo |  |
|                        |                  |         |         |                           |  |

| 14 de Dezembro de 2008 | Perpignan | 26 - 20 | Leicester Tigers | Stade Aimé Giral |  |
|                        |           |         |                  |                  |  |

| 17 de Janeiro de 2009 | Leicester Tigers | 52 - 0 | Benetton Treviso | Welford Road |  |
|                       |                  |        |                  |              |  |

| 17 de Janeiro de 2009 | Perpignan | 17 - 15 | Ospreys | Stade Aimé Giral |  |
|                       |           |         |         |                  |  |

| 24 de Janeiro de 2009 | Ospreys | 15-9 | Leicester Tigers | Liberty Stadium |  |
|                       |         |      |                  |                 |  |

| 24 de Janeiro de 2009 | Benetton Treviso | 16 - 48 | Perpignan | Stadio Comunale di Monigo |  |
|                       |                  |         |           |                           |  |

Classificação
| Time             | J | V | E | D | T+ | T- | T+/- | P+  | P-  | P+/- | 4+ | 7- | Pts |
| ---------------- | - | - | - | - | -- | -- | ---- | --- | --- | ---- | -- | -- | --- |
| Leicester Tigers | 6 | 4 | 0 | 2 | 23 | 6  | 17   | 191 | 90  | 101  | 3  | 2  | 21  |
| Ospreys          | 6 | 4 | 0 | 2 | 17 | 3  | 14   | 155 | 71  | 84   | 2  | 2  | 20  |
| Perpignan        | 6 | 4 | 0 | 2 | 17 | 10 | 7    | 154 | 120 | 34   | 1  | 1  | 18  |
| Benetton Treviso | 6 | 0 | 0 | 6 | 5  | 43 | −38  | 72  | 291 | −219 | 0  | 0  | 0   |

### Grupo 4
| 11 de Outubro de 2008 | Llanelli Scarlets | 22 - 29 | Harlequin F.C. | Stradey Park |  |
|                       |                   |         |                |              |  |

| 11 de Outubro de 2008 | Ulster Rugby | 10-26 | Stade Français | Ravenhill |  |
|                       |              |       |                |           |  |

| 18 de Outubro de 2008 | Stade Français | 37 - 15 | Llanelli Scarlets | Stade Jean Bouin |  |
|                       |                |         |                   |                  |  |

| 18 de Outubro de 2008 | Harlequin F.C. | 42 - 21 | Ulster Rugby | The Twickenham Stoop |  |
|                       |                |         |              |                      |  |

| 5 de Dezembro de 2008 | Ulster Rugby | 26 - 16 | Llanelli Scarlets | Ravenhill |  |
|                       |              |         |                   |           |  |

| 6 de Dezembro de 2008 | Stade Français | 10-15 | Harlequin F.C. | Stade de France |  |
|                       |                |       |                |                 |  |

| 12 de Dezembro de 2008 | Llanelli Scarlets | 16 - 16 | Ulster Rugby | Parc y Scarlets |  |
|                        |                   |         |              |                 |  |

| 13 de Dezembro de 2008 | Harlequin F.C. | 19 - 17 | Stade Français | The Twickenham Stoop |  |
|                        |                |         |                |                      |  |

| 17 de Janeiro de 2009 | Ulster Rugby | 21-10 | Harlequin F.C. | Ravenhill |  |
|                       |              |       |                |           |  |

| 18 de Janeiro de 2009 | Llanelli Scarlets | 31 - 17 | Stade Français | Parc y Scarlets |  |
|                       |                   |         |                |                 |  |

| 24 de Janeiro de 2009 | Harlequin F.C. | 29 - 24 | Llanelli Scarlets | The Twickenham Stoop |  |
|                       |                |         |                   |                      |  |

| 24 de Janeiro de 2009 | Stade Français | 24 - 19 | Ulster Rugby | Stade Jean Bouin |  |
|                       |                |         |              |                  |  |

Classificação
| Time              | J | V | E | D | T+ | T- | T+/- | P+  | P-  | P+/- | 4+ | 7- | Pts |
| ----------------- | - | - | - | - | -- | -- | ---- | --- | --- | ---- | -- | -- | --- |
| Harlequin F.C.    | 6 | 5 | 0 | 1 | 16 | 12 | 4    | 144 | 115 | 29   | 2  | 0  | 22  |
| Stade Français    | 6 | 3 | 0 | 3 | 13 | 11 | 2    | 131 | 109 | 22   | 1  | 2  | 15  |
| Ulster Rugby      | 6 | 2 | 1 | 3 | 13 | 13 | 0    | 113 | 134 | −21  | 0  | 1  | 11  |
| Llanelli Scarlets | 6 | 1 | 1 | 4 | 12 | 18 | −6   | 124 | 154 | −30  | 0  | 2  | 8   |

### Grupo 5
| 11 de Outubro de 2008 | Newport Gwent Dragons | 32 - 22 | Glasgow Rugby | Rodney Parade |  |
|                       |                       |         |               |               |  |

| 12 de Outubro de 2008 | Stade Toulousain | 18 - 16 | Bath Rugby | Stadium Municipal |  |
|                       |                  |         |            |                   |  |

| 17 de Outubro de 2008 | Glasgow Rugby | 16 - 22 | Stade Toulousain | Firhill Arena |  |
|                       |               |         |                  |               |  |

| 19 de Outubro de 2008 | Bath Rugby | 13 - 9 | Newport Gwent Dragons | The Recreation Ground |  |
|                       |            |        |                       |                       |  |

| 6 de Dezembro de 2008 | Stade Toulousain | 26 - 7 | Newport Gwent Dragons | Stade Ernest Wallon |  |
|                       |                  |        |                       |                     |  |

| 7 de Dezembro de 2008 | Bath Rugby | 35 - 31 | Glasgow Rugby | The Recreation Ground |  |
|                       |            |         |               |                       |  |

| 13 de Dezembro de 2008 | Newport Gwent Dragons | 13 - 26 | Stade Toulousain | Rodney Parade |  |
|                        |                       |         |                  |               |  |

| 14 de Dezembro de 2008 | Glasgow Rugby | 19 - 25 | Bath Rugby | Firhill Arena |  |
|                        |               |         |            |               |  |

| 17 de Janeiro de 2009 | Stade Toulousain | 26 - 33 | Glasgow Rugby | Stade Ernest Wallon |  |
|                       |                  |         |               |                     |  |

| 18 de Janeiro de 2009 | Newport Gwent Dragons | 15 - 12 | Bath Rugby | Rodney Parade |  |
|                       |                       |         |            |               |  |

| 25 de Janeiro de 2009 | Bath Rugby | 3 - 3 | Stade Toulousain | The Recreation Ground |  |
|                       |            |       |                  |                       |  |

| 25 de Janeiro de 2009 | Glasgow Rugby | 13 - 10 | Newport Gwent Dragons | Firhill Arena |  |
|                       |               |         |                       |               |  |

Classificação
| Time                  | J | V | E | D | T+ | T- | T+/- | P+  | P-  | P+/- | 4+ | 7- | Pts |
| --------------------- | - | - | - | - | -- | -- | ---- | --- | --- | ---- | -- | -- | --- |
| Bath Rugby            | 6 | 4 | 1 | 1 | 13 | 8  | 5    | 107 | 92  | 15   | 2  | 1  | 21  |
| Stade Toulousain      | 6 | 4 | 1 | 1 | 12 | 8  | 4    | 121 | 88  | 33   | 1  | 1  | 20  |
| Glasgow Rugby         | 6 | 2 | 0 | 4 | 14 | 17 | −3   | 134 | 150 | −16  | 1  | 3  | 12  |
| Newport Gwent Dragons | 6 | 1 | 0 | 5 | 8  | 14 | −6   | 83  | 115 | −32  | 0  | 3  | 7   |

### Grupo 6
| 11 de Outubro de 2008 | Rugby Calvisano | 20 - 56 | Cardiff Blues | Centro Sportivo San Michele |  |
|                       |                 |         |               |                             |  |

| 11 de Outubro de 2008 | Gloucester Rugby | 22 - 10 | Biarritz Olympique | Kingsholm |  |
|                       |                  |         |                    |           |  |

| 18 de Outubro de 2008 | Biarritz Olympique | 41 - 10 | Rugby Calvisano | Parc des Sports Aguilera |  |
|                       |                    |         |                 |                          |  |

| 19 de Outubro de 2008 | Cardiff Blues | 37 - 24 | Gloucester Rugby | Millennium Stadium |  |
|                       |               |         |                  |                    |  |

| 5 de Dezembro de 2008 | Cardiff Blues | 21 - 17 | Biarritz Olympique | Cardiff Arms Park |  |
|                       |               |         |                    |                   |  |

| 6 de Dezembro de 2008 | Rugby Calvisano | 17 - 40 | Gloucester Rugby | Centro Sportivo San Michele |  |
|                       |                 |         |                  |                             |  |

| 13 de Dezembro de 2008 | Biarritz Olympique | 6-10 | Cardiff Blues | Parc des Sports Aguilera |  |
|                        |                    |      |               |                          |  |

| 13 de Dezembro de 2008 | Gloucester Rugby | 48 - 5 | Rugby Calvisano | Kingsholm |  |
|                        |                  |        |                 |           |  |

| 17 de Janeiro de 2009 | Rugby Calvisano | 15 - 23 | Biarritz Olympique | Centro Sportivo San Michele |  |
|                       |                 |         |                    |                             |  |

| 18 de Janeiro de 2009 | Gloucester Rugby | 12 - 16 | Cardiff Blues | Kingsholm |  |
|                       |                  |         |               |           |  |

| 23 de Janeiro de 2009 | Cardiff Blues | 62 - 20 | Rugby Calvisano | Cardiff Arms Park |  |
|                       |               |         |                 |                   |  |

| 23 de Janeiro de 2009 | Biarritz Olympique | 24 - 10 | Gloucester Rugby | Parc des Sports Aguilera |  |
|                       |                    |         |                  |                          |  |

Classificação
| Time               | J | V | E | D | T+ | T- | T+/- | P+  | P-  | P+/- | 4+ | 7- | Pts |
| ------------------ | - | - | - | - | -- | -- | ---- | --- | --- | ---- | -- | -- | --- |
| Cardiff Blues      | 6 | 6 | 0 | 0 | 23 | 9  | 14   | 202 | 99  | 103  | 3  | 0  | 27  |
| Biarritz Olympique | 6 | 3 | 0 | 3 | 14 | 4  | 10   | 121 | 88  | 33   | 1  | 2  | 15  |
| Gloucester Rugby   | 6 | 3 | 0 | 3 | 17 | 12 | 5    | 156 | 109 | 47   | 2  | 1  | 15  |
| Rugby Calvisano    | 6 | 0 | 0 | 6 | 8  | 37 | −29  | 87  | 270 | −183 | 0  | 0  | 0   |

### Atribuição de lugares
| Vaga | Vencedores         | Pts | T+ | P+/- |
| ---- | ------------------ | --- | -- | ---- |
| 1    | Cardiff Blues      | 27  | 23 | +103 |
| 2    | Munster Rugby      | 23  | 18 | +63  |
| 3    | Harlequin F.C.     | 22  | 16 | +29  |
| 4    | Leicester Tigers   | 21  | 23 | +101 |
| 5    | Bath Rugby         | 21  | 13 | +15  |
| 6    | Leinster Rugby     | 20  | 15 | +70  |
| Vaga | Segundos           | Pts | T+ | P+/- |
| 7    | Ospreys            | 20  | 17 | +84  |
| 8    | Stade Toulousain   | 20  | 12 | +33  |
| –    | Sale Sharks        | 19  | 14 | +21  |
| –    | London Wasps       | 17  | 7  | +8   |
| –    | Biarritz Olympique | 15  | 14 | +33  |
| –    | Stade Français     | 15  | 13 | +22  |

## Fase Final
|  | Quartas de final                   | Quartas de final       |                                  |        | Semifinais | Semifinais |  |  | Final | Final |
|  |                                    |                        |                                  |        |            |            |  |  |       |       |
|  | 11 de Abril - Millennium Stadium   |                        |                                  |        |            |            |  |  |       |       |
|  |                                    |                        |                                  |        |            |            |  |  |       |       |
|  | Cardiff Blues                      | 9                      |                                  |        |            |            |  |  |       |       |
|  | Cardiff Blues                      | 9                      | 3 de Maio - Millennium Stadium   |        |            |            |  |  |       |       |
|  | Stade Toulousain                   | 6                      |                                  |        |            |            |  |  |       |       |
|  | Stade Toulousain                   | 6                      | Cardiff Blues                    | 26 (6) |            |            |  |  |       |       |
|  | 11 de Abril - Walkers Stadium      |                        | Cardiff Blues                    | 26 (6) |            |            |  |  |       |       |
|  |                                    | Leicester Tigers       | 26 (7)                           |        |            |            |  |  |       |       |
|  | Leicester Tigers                   | Leicester Tigers       | 26 (7)                           | 20     |            |            |  |  |       |       |
|  | Leicester Tigers                   |                        | 23 de Maio - Murrayfield Stadium | 20     |            |            |  |  |       |       |
|  | Bath Rugby                         | 15                     |                                  |        |            |            |  |  |       |       |
|  | Bath Rugby                         | 15                     | Leicester Tigers                 | 16     |            |            |  |  |       |       |
|  | 2 de Abril - Thomond Park          |                        | Leicester Tigers                 | 16     |            |            |  |  |       |       |
|  |                                    | Leinster Rugby         | 19                               |        |            |            |  |  |       |       |
|  | Munster Rugby                      | Leinster Rugby         | 19                               | 43     |            |            |  |  |       |       |
|  | Munster Rugby                      | 2 de Maio - Croke Park |                                  | 43     |            |            |  |  |       |       |
|  | Ospreys                            | 9                      |                                  |        |            |            |  |  |       |       |
|  | Ospreys                            | 9                      | Munster Rugby                    | 6      |            |            |  |  |       |       |
|  | 12 de Abril - The Twickenham Stoop |                        | Munster Rugby                    | 6      |            |            |  |  |       |       |
|  |                                    | Leinster Rugby         | 25                               |        |            |            |  |  |       |       |
|  | Harlequin F.C.                     | Leinster Rugby         | 25                               | 5      |            |            |  |  |       |       |
|  | Harlequin F.C.                     |                        |                                  | 5      |            |            |  |  |       |       |
|  | Leinster Rugby                     | 6                      |                                  |        |            |            |  |  |       |       |
|  | Leinster Rugby                     | 6                      |                                  |        |            |            |  |  |       |       |

### Quartas-de-final
| 11 de Abril de 2009 | Cardiff Blues | 9 - 6 | Stade Toulousain | Millennium Stadium |  |
|                     |               |       |                  |                    |  |

| 11 de Abril de 2009 | Leicester Tigers | 20 - 15 | Bath Rugby | Walkers Stadium |  |
|                     |                  |         |            |                 |  |

| 12 de Abril de 2009 | Munster Rugby | 43 - 9 | Ospreys | Thomond Park |  |
|                     |               |        |         |              |  |

| 12 de Abril de 2009 | Harlequin F.C. | 5 - 6 | Leinster Rugby | The Twickenham Stoop |  |
|                     |                |       |                |                      |  |

### Semi-finais
| 2 de Maio de 2009 | Munster Rugby | 6 - 25 | Leinster Rugby | Croke Park |  |
|                   |               |        |                |            |  |

| 3 de Maio de 2009 | Cardiff Blues | 26 - 26 (6-7) | Leicester Tigers | Millennium Stadium |  |
|                   |               |               |                  |                    |  |

## Final
| 23 de Maio de 2009                                                       |         | |                                                             |
| Leicester Tigers                                                         | 16 - 19 | Leinster Rugby | Murrayfield, Edinburgo Público: 66,523 Árbitro: Nigel Owens |
| Tries: Ben Woods 38' Conv.: Julien Dupuy Penais: Julien Dupuy 8' 33' 42' | Report  | Tries: Jamie Heaslip 49' Conv.: Jonathan Sexton Penais: Jonathan Sexton 24' 70' Drop: Brian O'Driscoll 5' Jonathan Sexton 17' | Murrayfield, Edinburgo Público: 66,523 Árbitro: Nigel Owens |

## Campeão
| Copa Heineken 2008-09                            |
| ------------------------------------------------ |
| Leinster Rugby Província de Leinster (1º título) |